# Zgornji Boč
Zgornji Boč – wieś w Słowenii, w gminie Selnica ob Dravi. W 2018 roku liczyła 250 mieszkańców.